# 377 TCN
377 TCN là một năm trong lịch La Mã.